# FIS Ladies Grand Tournee 2000
FIS Ladies Grand Tournee 2000 (niem. 2. FIS-Ladies-Grand-Tournee) – druga edycja FIS Ladies Winter Tournee, przeprowadzona w sezonie 1999/2000 na skoczniach w Niemczech i Austrii. 
Początek turnieju nastąpił 5 lutego 2000, podczas zawodów drużynowych na skoczni w Breitenbergu. Następnego dnia, rozegrano konkurs indywidualny na tym samym obiekcie. Po raz trzeci skoczkinie rywalizowały 9 lutego w Saalfelden. Kolejne zmagania zostały rozegrane w Schönwaldzie, a turniej zakończył się 13 lutego konkursem na obiekcie w Baiersbronn. 
Pierwszy konkurs drużynowy wygrała reprezentacja Austrii w składzie: Magdalena Kubli, Sandra Kaiser, Eva Ganster, Daniela Iraschko. Pierwszą rywalizację indywidualną wygrała Eva Ganster, a w trzech kolejnych zawodach zwyciężyła Daniela Iraschko. Drugą zwyciężczynią turnieju została Daniela Iraschko, która zdobyła najwięcej punktów w klasyfikacji łącznej FIS Ladies Grand Tournee. Na drugim stopniu podium w generalnej klasyfikacji turnieju stanęła Eva Ganster, a na trzecim – Heidi Roth.
W cyklu wystartowało łącznie 30 zawodniczek z ośmiu narodowych reprezentacji.

## Tło
Do 1998 roku Międzynarodowa Federacja Narciarska nie organizowała żadnych konkursów kobiecych. Zdarzało się jednak, że skoczkinie startowały w roli przedskoczków w zawodach mężczyzn lub występowały jako zawodniczki, ale nie były klasyfikowane. W styczniu 1998 w Sankt Moritz odbyły się nieoficjalne mistrzostwa świata juniorek, które są uznawane za pierwsze międzynarodowe zawody kobiece. W marcu tego samego roku odbyły się natomiast pierwsze seniorskie zawody kobiet pod egidą Międzynarodowej Federacji Narciarskiej – dwa konkursy Pucharu Kontynentalnego w Schönwaldzie. W kolejnym sezonie po raz pierwszy zorganizowano FIS Ladies Grand Tournee, będący pierwszym międzynarodowym cyklem zawodów kobiet, rozgrywanym przez Międzynarodową Federację Narciarską.
Spośród zawodniczek startujących w FIS Ladies Grand Tournee w 2000 roku, dwadzieścia cztery brało udział w pierwszej edycji turnieju. Wśród zawodniczek sklasyfikowanych w pierwszej dwudziestce poprzedniej edycji, zabrakło tylko dziewiętnastej Molly Stone. Zwyciężczynią FIS Ladies Grand Tournee 1999 była Sandra Kaiser przed Karlą Keck i Danielą Iraschko.

## Zasady
Zasady obowiązujące w FIS Ladies Grand Tournee są takie same, jak podczas zawodów Pucharu Świata, czy Pucharu Kontynentalnego.
Do klasyfikacji generalnej FIS Ladies Grand Tournee zaliczane były noty punktowe zdobyte przez zawodniczki podczas konkursów.
Skoki oceniane były w taki sam sposób, jak podczas zawodów Pucharu Świata, czy Pucharu Kontynentalnego. Za osiągnięcie odległości równej punktowi konstrukcyjnemu zawodniczka otrzymywała 60 punktów. Za każdy dodatkowy metr uzyskiwała dodatkowo 2 punkty, i analogicznie za każdy metr poniżej punktu K minus 2 punkty. Ponadto, styl skoku i lądowania podlegał ocenie przez pięciu sędziów wybranych przez FIS, którzy mogli przyznać maksymalnie po 20 punktów. Dwie skrajne noty (najwyższa i najniższa) nie wliczane były do noty końcowej.

## Skocznie
Konkursy FIS Ladies Grand Tournee w 2000 przeprowadzone zostały na pięciu skoczniach narciarskich – Baptist-Kitzlinger-Schanze w Breitenbergu, Bibergschanze w Saalfelden, Adlerschanze w Schönwaldzie oraz Große Ruhestein w Baiersbronn. Wszystkie obiekty były skoczniami normalnymi.
|  | Nazwa skoczni              | Miejscowość | Punkt K | Punkt jury | Rekord skoczni | Rekord skoczni     | Rekord skoczni |
|  | -------------------------- | ----------- | ------- | ---------- | -------------- | ------------------ | -------------- |
|  | Baptist-Kitzlinger-Schanze | Breitenberg | K-75    | 82,0 m     | 82,5 m         | Yūta Watase        | 10.10.1999     |
|  | Bibergschanze              | Saalfelden  | K-85    | 95,0 m     | 98,0 m         | Kazuki Nishishita  | 03.02.1999     |
|  | Adlerschanze               | Schönwald   | K-85    | 93,0 m     | 93,5 m         | Robert Křenek      | 07.03.1998     |
|  | Große Ruhestein            | Baiersbronn | K-85    | 90,0 m     | 91,0 m         | Maximilian Mechler | 07.03.1999     |

## Jury
Głównymi dyrektorami konkursów w ramach FIS Ladies Grand Tournee byli kolejno: w dwóch pierwszych konkursach – Alois Uhrmann, Adi Eder, Hans-Georg Schmidt oraz Fritz Bischoff. Sędzią technicznym podczas wszystkich zawodów turnieju był Austriak Johannes Vouk, a jego asystentami byli kolejno: w dwóch konkursach w Breitenbergu – Günter Riedel, w Saalfelden – Rolf Feuchtenberger, a w Schönwaldzie i Baiersbronn – Uli Forner.
W poniższej tabeli znajduje się zestawienie wszystkich sędziów, którzy oceniali styl skoków podczas konkursów FIS Ladies Grand Tournee 2000 wraz z zajmowanymi przez nich miejscami na wieży sędziowskiej.
| Sędzia            | Kraj    | Stanowisko na wieży sędziowskiej | Stanowisko na wieży sędziowskiej | Stanowisko na wieży sędziowskiej | Stanowisko na wieży sędziowskiej | Stanowisko na wieży sędziowskiej |
| Sędzia            | Kraj    | Breitenberg                      | Breitenberg                      | Saalfelden                       | Schönwald                        | Baiersbronn                      |
| ----------------- | ------- | -------------------------------- | -------------------------------- | -------------------------------- | -------------------------------- | -------------------------------- |
| Gert Aigmüller    | Austria | –                                | –                                | D                                | –                                | –                                |
| Otto Baier        | Niemcy  | –                                | –                                | –                                | A                                | C                                |
| Siegfried Günter  | b.d.    | –                                | –                                | –                                | –                                | B                                |
| Berndt Hess       | Niemcy  | C                                | B                                | –                                | –                                | –                                |
| Sepp Huber        | Niemcy  | –                                | –                                | –                                | E                                | E                                |
| Paul Klawzar      | Niemcy  | –                                | –                                | –                                | B                                | –                                |
| Reinhold Kramer   | Austria | –                                | –                                | C                                | –                                | –                                |
| Werner Lipicar    | Niemcy  | E                                | D                                | –                                | –                                | –                                |
| Ernst Marpe       | Niemcy  | –                                | –                                | –                                | C                                | A                                |
| Antonio Möbius    | Niemcy  | A                                | E                                | –                                | –                                | –                                |
| Johann Pichler    | Austria | –                                | –                                | E                                | –                                | –                                |
| Wilhelm Putz      | Austria | –                                | –                                | A                                | –                                | –                                |
| Alois Reiter      | Austria | –                                | –                                | B                                | –                                | –                                |
| Wolfgang Schedewy | Niemcy  | D                                | C                                | –                                | –                                | –                                |
| Sandra Spitz      | Niemcy  | –                                | –                                | –                                | D                                | D                                |
| Richard Weigert   | Niemcy  | B                                | –                                | –                                | –                                | –                                |
| Paul Wölfel       | Niemcy  | –                                | A                                | –                                | –                                | –                                |

## Podium klasyfikacji łącznej
| Zawodniczka      | Breitenberg | Breitenberg | Breitenberg | Saalfelden | Saalfelden | Saalfelden | Schönwald | Schönwald | Schönwald | Baiersbronn | Baiersbronn | Baiersbronn | Nota łączna | Strata |
| Zawodniczka      | Skok 1      | Skok 2      | Nota        | Skok 1     | Skok 2     | Nota       | Skok 1    | Skok 2    | Nota      | Skok 1      | Skok 2      | Nota        | Nota łączna | Strata |
| ---------------- | ----------- | ----------- | ----------- | ---------- | ---------- | ---------- | --------- | --------- | --------- | ----------- | ----------- | ----------- | ----------- | ------ |
| Daniela Iraschko | 75,0 m      | 81,0 m      | 239,7       | 76,0 m     | 90,0 m     | 215,0      | 88,5 m    | 90,0 m    | 251,5     | 87,5 m      | 87,5 m      | 236,5       | 942,7       | –      |
| Eva Ganster      | 76,5 m      | 79,5 m      | 240,2       | 72,5 m     | 72,0 m     | 176,5      | 76,0 m    | 74,0 m    | 187,0     | 77,5 m      | 74,5 m      | 188,5       | 792,2       | 150,5  |
| Heidi Roth       | 72,5 m      | 78,0 m      | 222,1       | 65,0 m     | 72,5 m     | 146,0      | 73,5 m    | 75,5 m    | 180,0     | 76,0 m      | 78,5 m      | 186,0       | 734,1       | 208,6  |

## Przebieg zawodów

### Breitenberg

#### Pierwszy konkurs (drużynowy)

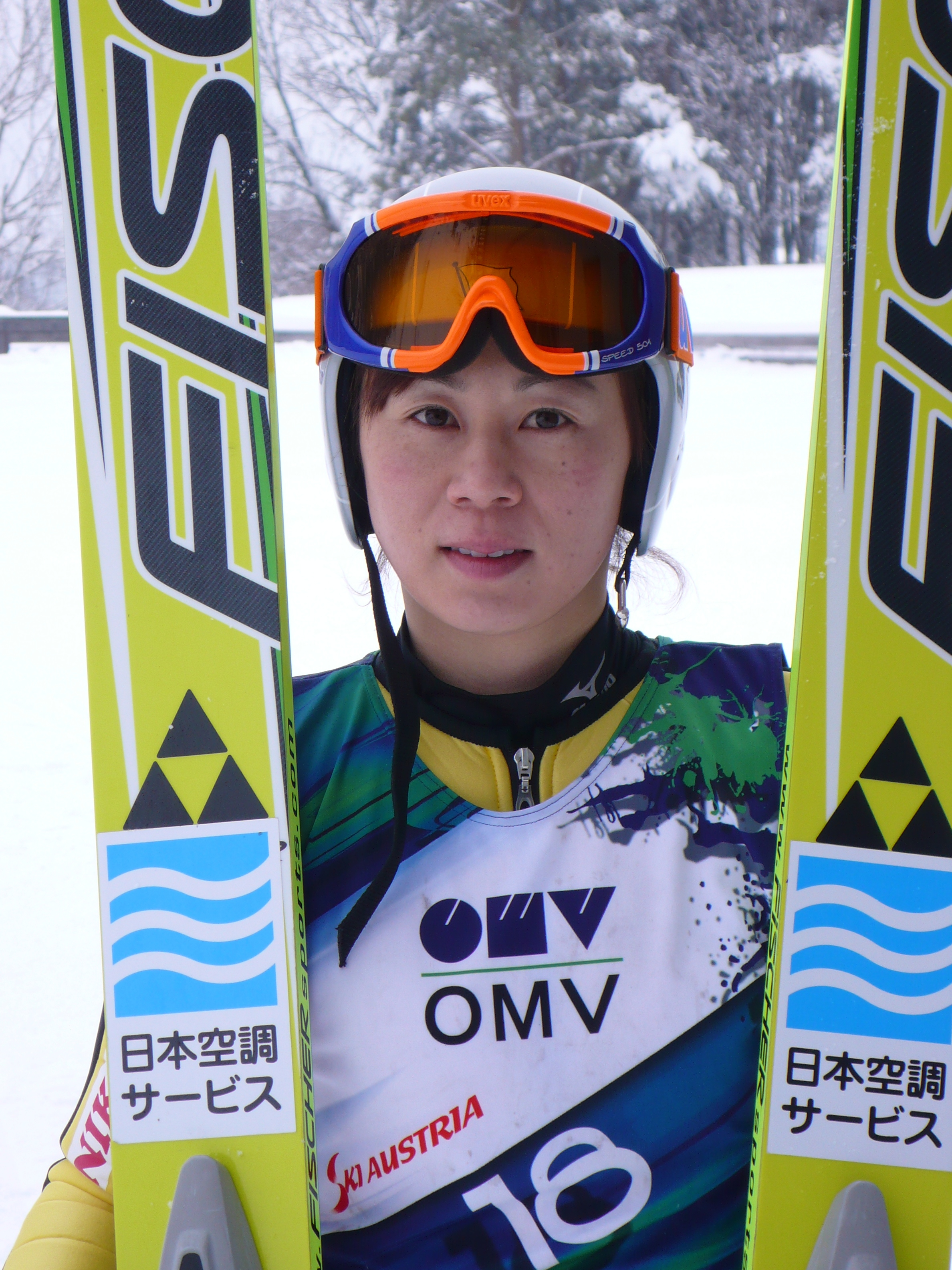
Yoshiko Kasai – trzecia zawodniczka konkursu drużynowego FIS Ladies Grand Tournee w Breitenbergu.

Pierwszą konkurencją drugiej edycji FIS Ladies Grand Tournee były zawody drużynowe na skoczni normalnej w Breitenbergu, które odbyły się 5 lutego. W konkursie wystartowało siedem drużyn – pięć reprezentacji narodowych i dwie drużyny mieszane. Po pierwszej kolejce skoków na prowadzeniu była reprezentacja Austrii. Najdalej skoczyła Magdalena Kubli, która uzyskała 70 metrów. Tuż za Austriaczkami znajdowały się ekipy Niemiec i Japonii. Najdalej w drugiej kolejce – 72 metry – skoczyła reprezentantka Austrii, Sandra Kaiser, dzięki czemu ekipa austriacka utrzymała się na prowadzeniu. W trzeciej turze najdłuższy skok oddała Eva Ganster (Austria), która uzyskała o metr lepszy rezultat niż wcześniej wspomniana Kaiser. Pozostałe zawodniczki uzyskały rezultaty słabsze o kilka metrów od Ganster, w wyniku czego reprezentacja Austrii umocniła się na prowadzeniu. W ostatniej grupie pierwszej serii najdalej skoczyła Daniela Iraschko (76,0 m) i Austriaczki umocniły się na pozycji lidera. Skok o 7,5 metra krótszy oddała Heidi Roth, co pozwoliło awansować Niemkom na drugie miejsce. Na trzecie miejsce spadły Japonki, które startowały we trzy.
Najdłuższym skokiem piątej kolejki okazało się 69,5 metra Magdaleny Kubli, co pozwoliło reprezentacji Austrii powiększyć przewagę punktową nad pozostałymi ekipami. Osiem metrów bliżej od Austriaczki lądowała Kristin Schmidt, dzięki czemu Niemki pozostały wiceliderem konkursu. W szóstej kolejce najdalej skoczyła Izumi Yamada (Japonia), która uzyskała 72,5 metrów przy wysokich notach za styl. Pół metra krócej skoczyła reprezentantka Austrii, Sandra Kaiser. W przedostatniej, siódmej kolejce najdalej skoczyła Austriaczka Eva Ganster. Po tej rundzie, na drugim miejscu za prowadzącymi Austriaczkami pozostawały Niemki, które z przewagą dwóch punktów wyprzedzały Japonki. W ostatniej, ósmej kolejce, a zarazem w całym konkursie, najdalej skoczyła reprezentantka Austrii, Daniela Iraschko (77,5 m), która w nieoficjalnej klasyfikacji indywidualnej zajęła pierwsze miejsce. Dzięki temu reprezentacja Austrii utrzymała pierwsze miejsce w końcowej klasyfikacji zawodów. Na drugim miejscu uplasowała się reprezentacja Niemiec, a na trzecim reprezentacja Japonii.
Podczas konkursu padał deszcz, a temperatura wynosiła +4,0 °C. 

##### Wyniki zawodów (05.02.2000)
| Miejsce          | Reprezentacja                                              | Zawodniczka          | Seria 1 | Seria 1 | Seria 2         | Seria 2 | Nota zespołu |       |      |       |       |
| Miejsce          | Reprezentacja                                              | Zawodniczka          | Skok    | Nota    | Skok            | Nota    | Nota zespołu |       |      |       |       |
| ---------------- | ---------------------------------------------------------- | -------------------- | ------- | ------- | --------------- | ------- | ------------ | ----- | ---- | ----- | ----- |
| Miejsce          | Reprezentacja                                              | Zawodniczka          | 1.      | Austria | Magdalena Kubli | 70,0    | Nota zespołu | 99,5  | 69,5 | 96,4  | 859,9 |
| Miejsce          | Reprezentacja                                              | Zawodniczka          | 1.      | Austria | Sandra Kaiser   | 72,0    | Nota zespołu | 101,4 | 72,0 | 100,4 | 859,9 |
| Eva Ganster      | 73,0                                                       | 110,1                | 1.      | Austria | 77,0            | 116,4   |              |       |      |       | 859,9 |
| Daniela Iraschko | 76,0                                                       | 117,7                | 1.      | Austria | 77,5            | 118,0   |              |       |      |       | 859,9 |
| 2.               | Niemcy                                                     | Kristin Schmidt      | 61,0    | 75,7    | 61,5            | 79,8    | 666,0        |       |      |       |       |
| 2.               | Niemcy                                                     | Stefanie Krieg       | 50,5    | 53,1    | 65,0            | 85,0    | 666,0        |       |      |       |       |
| 2.               | Niemcy                                                     | Michaela Schmidt     | 60,0    | 76,5    | 63,5            | 85,2    | 666,0        |       |      |       |       |
| 2.               | Niemcy                                                     | Heidi Roth           | 69,5    | 100,4   | 74,0            | 110,3   | 666,0        |       |      |       |       |
| 3.               | Japonia                                                    | Yoshiko Kasai        | 58,5    | 74,2    | 65,0            | 90,0    | 553,7        |       |      |       |       |
| 3.               | Japonia                                                    | Izumi Yamada         | 65,0    | 90,5    | 72,5            | 106,5   | 553,7        |       |      |       |       |
| 3.               | Japonia                                                    | Ayumi Watase         | 66,5    | 92,3    | 71,0            | 100,2   | 553,7        |       |      |       |       |
| 4.               | Drużyna mieszana I (Norwegia, Szwecja, Stany Zjednoczone)  | Line Jahr            | 55,0    | 64,0    | 55,0            | 62,5    | 531,6        |       |      |       |       |
| 4.               | Drużyna mieszana I (Norwegia, Szwecja, Stany Zjednoczone)  | Anette Sagen         | 63,5    | 50,7    | 71,5            | 100,8   | 531,6        |       |      |       |       |
| 4.               | Drużyna mieszana I (Norwegia, Szwecja, Stany Zjednoczone)  | Karla Keck           | 66,5    | 89,3    | 73,0            | 105,1   | 531,6        |       |      |       |       |
| 4.               | Drużyna mieszana I (Norwegia, Szwecja, Stany Zjednoczone)  | Katarina Tikka       | 45,0    | 34,5    | 41,0            | 24,7    | 531,6        |       |      |       |       |
| 5.               | Szwecja                                                    | Erika Westlund       | 54,0    | 56,8    | 49,0            | 47,3    | 439,2        |       |      |       |       |
| 5.               | Szwecja                                                    | Maria Östrand        | 49,0    | 46,8    | 48,5            | 44,2    | 439,2        |       |      |       |       |
| 5.               | Szwecja                                                    | Linda Eriksson       | 49,5    | 45,9    | 50,5            | 53,1    | 439,2        |       |      |       |       |
| 5.               | Szwecja                                                    | Helena Olsson        | 56,0    | 68,7    | 59,5            | 76,4    | 439,2        |       |      |       |       |
| 6.               | Drużyna mieszana II (Słowenia, Szwecja, Stany Zjednoczone) | Johanna Junkka       | 44,0    | 37,8    | 46,0            | 43,7    | 244,3        |       |      |       |       |
| 6.               | Drużyna mieszana II (Słowenia, Szwecja, Stany Zjednoczone) | Alexandra Schnitzler | 25,0    | –12,0   | 38,0            | 18,1    | 244,3        |       |      |       |       |
| 6.               | Drużyna mieszana II (Słowenia, Szwecja, Stany Zjednoczone) | Tanja Volčjak        | 58,5    | 67,7    | 65,0            | 89,0    | 244,3        |       |      |       |       |
| 7.               | Finlandia                                                  | Satu Timonen         | 37,0    | 14,9    | 42,0            | 27,4    | 149,6        |       |      |       |       |
| 7.               | Finlandia                                                  | Marianne Uusitalo    | 40,0    | 23,0    | 45,5            | 36,6    | 149,6        |       |      |       |       |
| 7.               | Finlandia                                                  | Heli Pomell          | 36,0    | 12,7    | 45,0            | 35,0    | 149,6        |       |      |       |       |

#### Drugi konkurs (indywidualny)

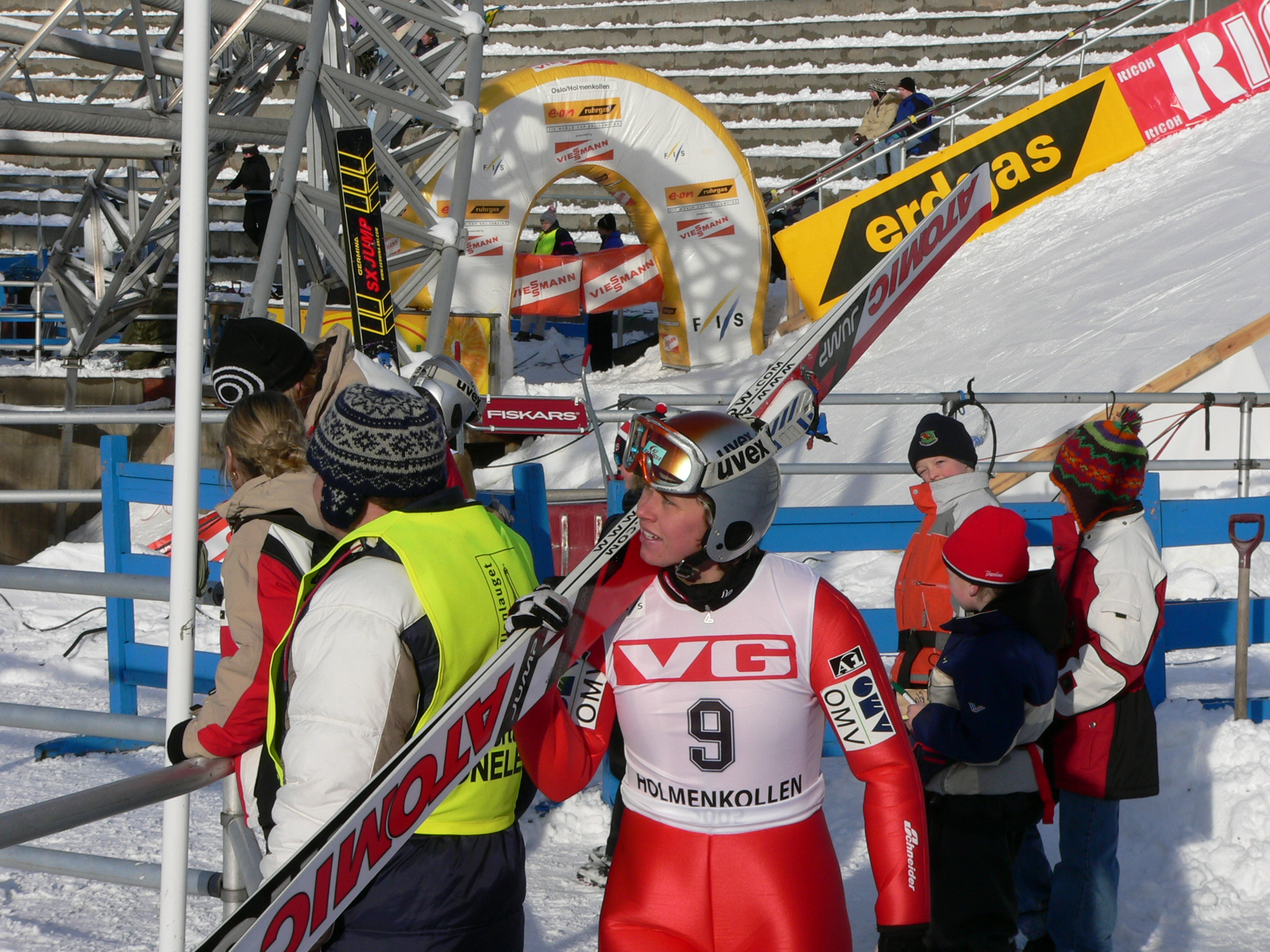
Eva Ganster – zwyciężczyni pierwszego indywidualnego konkursu FIS Ladies Grand Tournee w Breitenbergu.

Pierwszy z konkursów indywidualnych, przeprowadzony w ramach FIS Ladies Grand Tournee, odbył się 6 lutego na obiekcie normalnym w Breitenbergu. W pierwszej serii konkursowej trzem zawodniczkom udało się osiągnąć odległość powyżej punktu konstrukcyjnego, umieszczonego na 75 metrze. Pierwszą, która tego dokonała, była Eva Ganster, która skoczyła 76,5 metra. Półtora metra bliżej lądowała Daniela Iraschko i Sandra Kaiser. Wcześniej wspomniane trzy zawodniczki i Heidi Roth uzyskały notę łączną za skok powyżej 100 punktów. Po pierwszej serii liderką była Eva Ganster, przed Danielą Iraschko i Sandrą Kaiser.
W serii finałowej odległość większą lub równą punktowi konstrukcyjnemu skoczni uzyskały podobnie jak w pierwszej serii trzy zawodniczki. Pierwszą której udało się uzyskać taki rezultat była Heidi Roth (czwarta po pierwszej serii), która skoczyła 78 metrów, dzięki temu skokowi wyprzedziła trzecią po pierwszej serii Sandrę Kaiser, która oddała nieco gorszy skok niż rywalka (74,5 m). Drugą zawodniczką która uzyskała rezultat powyżej punktu K była Daniela Iraschko (81,0 m), a skacząca zaraz po niej Eva Ganster skoczyła o półtora metra bliżej niż jej rodaczka. Przewaga z pierwszej serii wystarczyła, aby utrzymać prowadzenie. Zawody wygrała Ganster przed Iraschko i Roth.
Podczas konkursu padał deszcz, a temperatura wynosiła +9,0 °C.

##### Wyniki zawodów (06.02.2000)
| 1.  | Eva Ganster          | Austria           | 76,5 | 117,8 | 79,5 | 122,4 | 240,2 |
| 2.  | Daniela Iraschko     | Austria           | 75,0 | 115,5 | 81,0 | 124,2 | 239,7 |
| 3.  | Heidi Roth           | Niemcy            | 72,5 | 106,5 | 78,0 | 115,6 | 222,1 |
| 4.  | Sandra Kaiser        | Austria           | 75,0 | 109,5 | 74,5 | 107,4 | 216,9 |
| 5.  | Karla Keck           | Stany Zjednoczone | 66,0 | 91,2  | 73,5 | 106,2 | 197,4 |
| 6.  | Anette Sagen         | Norwegia          | 68,0 | 92,6  | 69,5 | 95,9  | 188,5 |
| 7.  | Kristin Schmidt      | Niemcy            | 67,0 | 92,9  | 67,5 | 95,0  | 187,9 |
| 8.  | Magdalena Kubli      | Austria           | 67,0 | 94,4  | 66,0 | 92,7  | 187,1 |
| 9.  | Michaela Schmidt     | Niemcy            | 64,5 | 87,9  | 63,5 | 85,7  | 173,6 |
| 10. | Izumi Yamada         | Japonia           | 64,5 | 89,4  | 61,0 | 81,7  | 171,1 |
| 11. | Stefanie Krieg       | Niemcy            | 67,0 | 95,4  | 60,5 | 74,6  | 170,0 |
| 12. | Tanja Volčjak        | Słowenia          | 61,5 | 81,8  | 63,5 | 85,2  | 167,0 |
| 13. | Ayumi Watase         | Japonia           | 60,0 | 74,5  | 66,5 | 90,8  | 165,3 |
| 14. | Helena Olsson        | Szwecja           | 54,0 | 63,3  | 62,0 | 82,4  | 145,7 |
| 15. | Yoshiko Kasai        | Japonia           | 52,5 | 60,0  | 60,0 | 79,0  | 139,0 |
| 16. | Linda Eriksson       | Szwecja           | 50,0 | 52,0  | 51,0 | 55,2  | 107,2 |
| 17. | Line Jahr            | Norwegia          | 51,0 | 55,7  | 48,0 | 48,1  | 103,8 |
| 18. | Katharina Tikka      | Szwecja           | 48,0 | 43,6  | 46,0 | 38,2  | 81,8  |
| 19. | Marianne Uusitalo    | Finlandia         | 45,0 | 39,5  | 45,5 | 41,1  | 80,6  |
| 20. | Satu Timonen         | Finlandia         | 41,0 | 25,7  | 47,5 | 46,0  | 71,7  |
| 21. | Johanna Junka        | Szwecja           | 43,0 | 37,1  | 42,0 | 34,4  | 71,5  |
| 22. | Erika Westlund       | Szwecja           | 44,0 | 31,3  | 43,0 | 25,1  | 66,4  |
| 23. | Heli Pomell          | Finlandia         | 43,0 | 31,6  | 44,0 | 33,8  | 65,4  |
| 24. | Maria Östrand        | Szwecja           | 45,0 | 36,0  | 41,5 | 25,8  | 61,8  |
| 25. | Alexandra Schnitzler | Stany Zjednoczone | 40,0 | 22,0  | 44,0 | 31,3  | 53,3  |

### Saalfelden

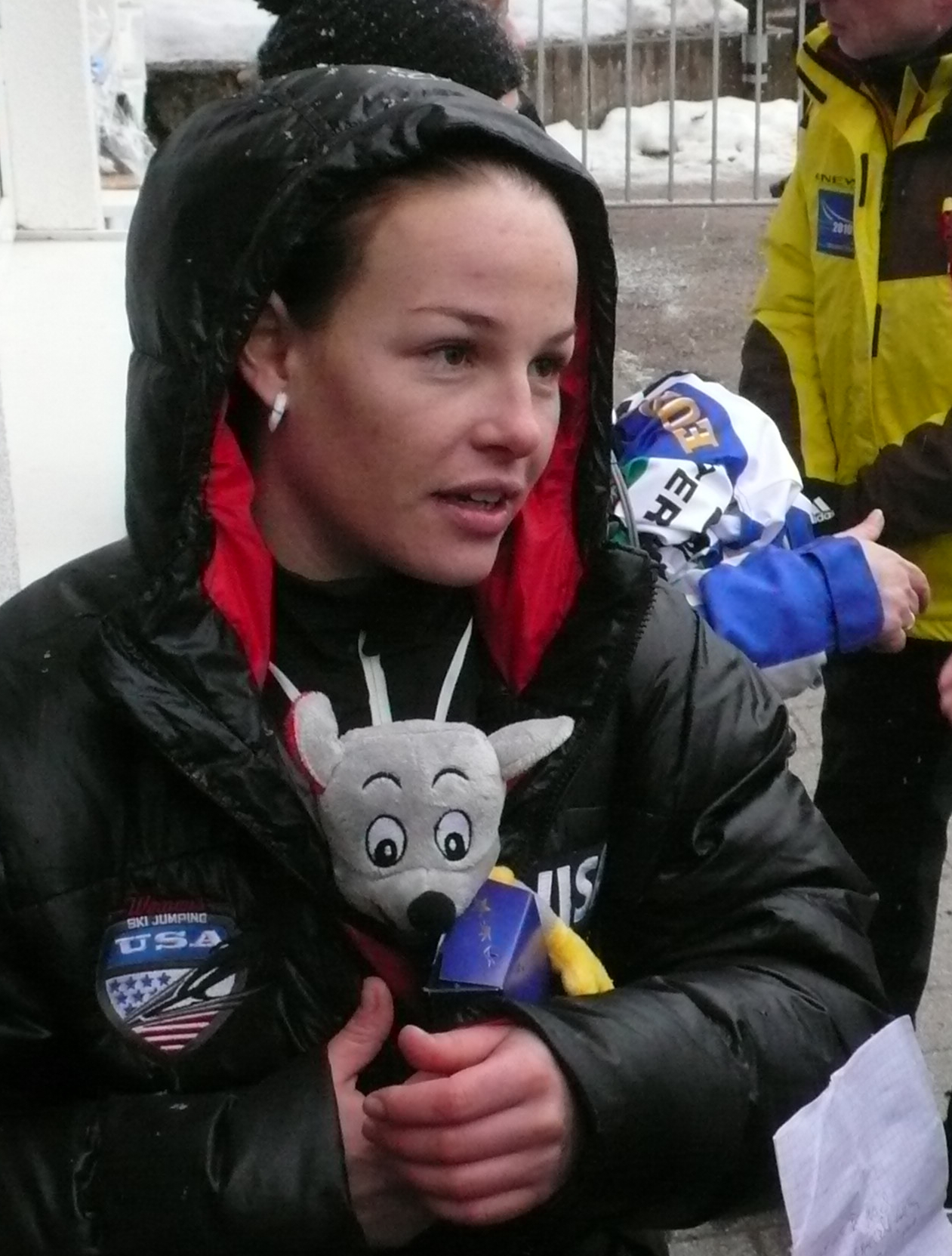
Lindsey Van – szósta zawodniczka konkursu FIS Ladies Grand Tournee w Saalfelden.

Drugimi zawodami rozegranymi w ramach FIS Ladies Grand Tournee był konkurs w Saalfelden, które odbyły się 9 lutego. W pierwszej serii konkursowej, żadnej zawodniczce nie udało się osiągnąć odległość powyżej punktu konstrukcyjnego, umieszczonego na 85 metrze. Najbliżej osiągnięcia była Daniela Iraschko która uzyskała 76,0 metrów. Trzy i pół metra bliżej lądowała Eva Ganster. Trzecią odległością było 68 metrów Magdaleny Kubli, która uzyskała taką samą notę jak Sandra Kaiser (66,0 m). Po pierwszej serii liderką była Daniela Iraschko, przed Evą Ganster i ex aequo Magdaleną Kubli i Sandrą Kaiser.
W serii finałowej odległość większą lub równą punktowi konstrukcyjnemu skoczni uzyskała Daniela Iraschko. Skoczyła 90 metrów co było zdecydowanie najlepszą odległością drugiej serii, a także całego konkursu. Za swój skok uzyskała notę 120,5 punktu (o 31 punktów więcej niż druga zawodniczka drugiej serii – Karla Keck). Druga po pierwszej serii Eva Ganster uzyskała skok tylko o pół metra gorszy niż w pierwszej serii, co pozwoliło jej utrzymać drugą pozycję w klasyfikacji łącznej konkursu. Na trzecią pozycję awansowała Karla Keck, ponieważ Magdalena Kubli i Sandra Kaiser popsuły swoje skoki. 
Podczas konkursu było pochmurno i wietrznie.

#### Wyniki zawodów (09.02.2000)
| 1.  | Daniela Iraschko   | Austria           | 76,0 | 94,5 | 90,0 | 120,5 | 215,0 |
| 2.  | Eva Ganster        | Austria           | 72,5 | 89,0 | 72,0 | 87,5  | 176,5 |
| 3.  | Karla Keck         | Stany Zjednoczone | 59,0 | 57,5 | 75,0 | 89,5  | 147,0 |
| 4.  | Heidi Roth         | Niemcy            | 65,0 | 65,0 | 72,5 | 81,0  | 146,0 |
| 5.  | Magdalena Kubli    | Austria           | 68,0 | 74,0 | 65,0 | 66,5  | 140,5 |
| 6.  | Lindsey Van        | Stany Zjednoczone | 64,0 | 70,5 | 63,0 | 68,0  | 138,5 |
| 7.  | Izumi Yamada       | Japonia           | 66,5 | 72,0 | 65,0 | 65,5  | 137,5 |
| 8.  | Ayumi Watase       | Japonia           | 65,0 | 72,5 | 62,0 | 59,0  | 131,5 |
| 9.  | Helena Olsson      | Szwecja           | 64,0 | 69,0 | 59,0 | 56,5  | 125,5 |
| 10. | Anette Sagen       | Norwegia          | 64,5 | 66,0 | 61,5 | 58,0  | 124,0 |
| 11. | Tanja Volčjak      | Słowenia          | 65,0 | 72,0 | 53,0 | 35,5  | 107,5 |
| 12. | Elizabeth Szotyori | Stany Zjednoczone | 57,0 | 53,0 | 55,0 | 49,0  | 102,0 |
| 13. | Yoshiko Kasai      | Japonia           | 57,0 | 55,0 | 52,5 | 43,0  | 98,0  |
| 14. | Michaela Schmidt   | Niemcy            | 59,0 | 57,5 | 52,0 | 36,0  | 93,5  |
| 15. | Stefanie Krieg     | Niemcy            | 58,5 | 56,5 | 48,0 | 32,5  | 89,0  |
| 16. | Kristin Schmidt    | Niemcy            | 54,0 | 42,0 | 55,0 | 44,5  | 86,5  |
| 17. | Linda Achorner     | Austria           | 48,0 | 32,5 | 58,5 | 50,5  | 83,0  |
| 18. | Erika Westlund     | Szwecja           | 53,0 | 39,0 | 53,0 | 42,5  | 81,5  |
| 19. | Line Jahr          | Norwegia          | 51,0 | 37,5 | 52,0 | 41,5  | 79,0  |
| 20. | Linda Eriksson     | Szwecja           | 52,0 | 39,5 | 46,0 | 22,0  | 61,5  |
| 21. | Sandra Kaiser      | Austria           | 66,0 | 74,0 | 43,0 | –18,0 | 56,0  |
| 22. | Katharina Tikka    | Szwecja           | 47,0 | 24,0 | 47,0 | 26,0  | 50,0  |
| 22. | Satu Timonen       | Finlandia         | 44,0 | 18,5 | 48,0 | 31,5  | 50,0  |
| 24. | Maria Östrand      | Szwecja           | 44,0 | 19,0 | 47,0 | 30,5  | 49,5  |
| 24. | Johanna Junkka     | Szwecja           | 45,0 | 23,5 | 45,0 | 26,0  | 49,5  |
| 26. | Marianne Uusitalo  | Finlandia         | 45,0 | 25,5 | 44,0 | 23,0  | 48,5  |
| 27. | Veronica Mhyra     | Stany Zjednoczone | 45,0 | 21,0 | 45,0 | 21,0  | 42,0  |
| 28. | Heli Pomell        | Finlandia         | 44,0 | 19,0 | 44,0 | 18,5  | 37,5  |

### Schönwald

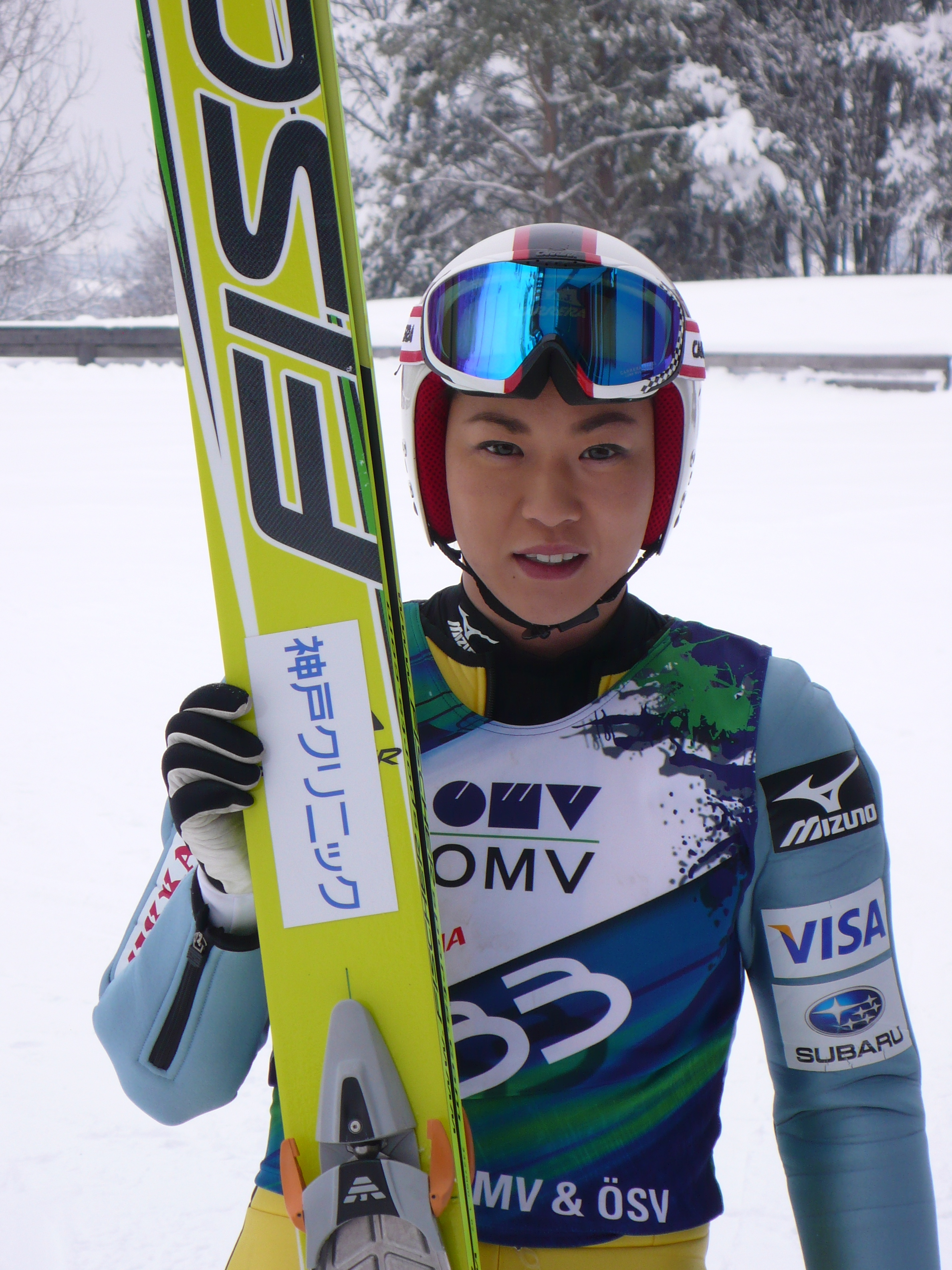
Ayumi Watase – trzecia zawodniczka konkursu FIS Ladies Grand Tournee w Schönwaldzie.

Trzy dni po konkursie w Saalfelden, przeprowadzony został trzeci konkurs FLGT, na skoczni Adlerschanze (K-85) w Schönwaldzie. W pierwszej serii jedna zawodniczka – Daniela Iraschko, uzyskała odległość powyżej punktu konstrukcyjnego, umieszczonego na 85 metrze. Austriaczka skoczyła na 88,5 metra, czyli o 12,5 metra więcej, niż plasujące się ex aequo na drugim miejscu Eva Ganster i Yoshiko Kasai. Na prowadzeniu po pierwszej serii była Iraschko, o 28,5 punktu przed Ganster i Kasai, i o 30,5 punktu przed Ayumi Watase.
W serii finałowej podobnie jak w pierwszej, tylko Danieli Iraschko udało się uzyskać odległość powyżej punktu konstrukcyjnego. Reprezentantka klubu WSV Eisenerz, skoczyła na odległość 90 metrów, co okazało się również najdalszą odległością całego konkursu. Drugą odległością drugiej serii było 75 metrów Izumi Yamady, a trzecią 74,5 metra Karli Keck. Zawody wygrała prowadząca po pierwszej serii Daniela Iraschko, drugie miejsce ze stratą 64,5 punktu zajęła Eva Ganster, a trzecie Ayumi Watase (67,5 punktu straty).
Podczas konkursu było pochmurno i bezwietrznie, temperatura powietrza wynosiła –4,0 °C

#### Wyniki zawodów (12.02.2000)
| 1.  | Daniela Iraschko     | Austria           | 88,5 | 123,5 | 90,0 | 128,0 | 251,5 |
| 2.  | Eva Ganster          | Austria           | 76,0 | 95,0  | 74,0 | 92,0  | 187,0 |
| 3.  | Ayumi Watase         | Japonia           | 75,0 | 93,0  | 73,5 | 91,0  | 184,0 |
| 4.  | Heidi Roth           | Niemcy            | 73,5 | 88,5  | 73,5 | 91,5  | 180,0 |
| 5.  | Magdalena Kubli      | Austria           | 75,5 | 92,5  | 70,5 | 84,0  | 176,5 |
| 6.  | Yoshiko Kasai        | Japonia           | 76,0 | 95,0  | 68,5 | 81,0  | 176,0 |
| 7.  | Karla Keck           | Stany Zjednoczone | 73,0 | 85,5  | 74,5 | 90,0  | 175,5 |
| 8.  | Izumi Yamada         | Japonia           | 68,0 | 76,5  | 75,0 | 92,5  | 169,0 |
| 9.  | Michaela Schmidt     | Niemcy            | 74,0 | 91,0  | 68,5 | 77,0  | 168,0 |
| 10. | Lindsey Van          | Stany Zjednoczone | 68,0 | 78,5  | 69,5 | 82,0  | 160,5 |
| 11. | Helena Olsson        | Szwecja           | 71,5 | 83,5  | 66,0 | 73,0  | 156,5 |
| 12. | Elizabeth Szotyori   | Stany Zjednoczone | 65,0 | 68,0  | 67,0 | 74,0  | 142,0 |
| 12. | Anette Sagen         | Norwegia          | 68,5 | 74,0  | 65,0 | 68,0  | 142,0 |
| 14. | Stefanie Krieg       | Niemcy            | 64,0 | 66,5  | 64,5 | 69,0  | 135,5 |
| 15. | Tanja Volčjak        | Słowenia          | 64,0 | 66,0  | 65,0 | 69,0  | 135,0 |
| 16. | Ann-Kathrin Reger    | Niemcy            | 65,0 | 64,5  | 62,5 | 60,5  | 125,0 |
| 17. | Line Jahr            | Norwegia          | 62,0 | 63,5  | 60,0 | 59,5  | 123,0 |
| 18. | Kristin Schmidt      | Niemcy            | 60,0 | 55,5  | 63,0 | 62,5  | 118,0 |
| 19. | Erika Westlund       | Szwecja           | 60,0 | 56,0  | 61,0 | 58,5  | 114,5 |
| 20. | Linda Eriksson       | Szwecja           | 60,0 | 55,5  | 57,5 | 50,5  | 106,0 |
| 21. | Maria Östrand        | Szwecja           | 56,0 | 48,5  | 53,0 | 42,5  | 91,0  |
| 22. | Katharina Tikka      | Szwecja           | 57,5 | 50,5  | 52,0 | 38,5  | 89,0  |
| 23. | Satu Timonen         | Finlandia         | 52,0 | 40,0  | 53,0 | 44,0  | 84,0  |
| 24. | Johanna Junkka       | Szwecja           | 53,0 | 43,5  | 52,0 | 37,5  | 81,0  |
| 25. | Veronica Mhyra       | Stany Zjednoczone | 51,0 | 34,5  | 52,0 | 37,0  | 71,5  |
| 25. | Alexandra Schnitzler | Stany Zjednoczone | 51,0 | 33,0  | 53,0 | 38,5  | 71,5  |
| 27. | Marianne Uusitalo    | Finlandia         | 49,0 | 33,0  | 50,0 | 33,5  | 66,5  |

### Baiersbronn

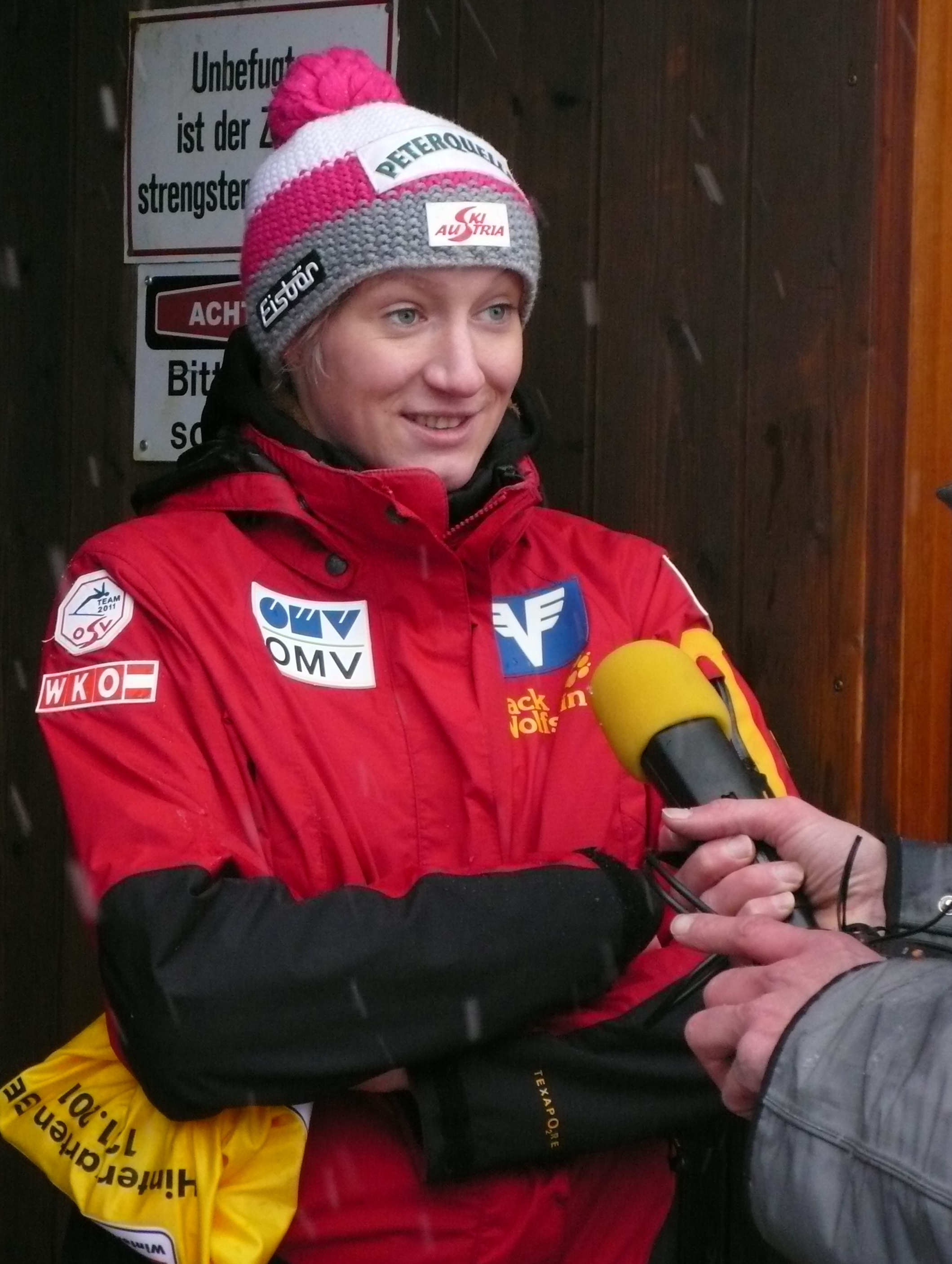
Daniela Iraschko – zwyciężczyni ostatniego konkursu w Baiersbronn oraz klasyfikacji łącznej FIS Ladies Grand Tournee w sezonie 1999/2000.

Ostatni konkurs FIS Ladies Grand Tournee 2000 przeprowadzono 13 lutego na skoczni Große Ruhestein w Baiersbronn. W pierwszej serii konkursowej jedna zawodniczka – Daniela Iraschko przekroczyła punkt konstrukcyjny, uzyskując 87,5 metra. Drugą odległość serii uzyskała Eva Ganster (77,5 m), a trzecią ex aequo – Ayumi Watase i Heidi Roth (76,0 m). Powyżej 70 metrów skoczyły także: Izumi Yamada (74,5 m), Anette Sagen (74,0 m), Magdalena Kubli (72,0 m). Liderką po pierwszej rundzie była Iraschko, na drugim miejscu plasowała się Ganster, a na trzecim – Watase.
Jako pierwsza w serii finałowej, granicę 70 metrów przekroczyła Lindsey Van, która skoczyła 71,5 metra. Odległościowo lepsze rezultaty osiągnęło sześć zawodniczek – Karla Keck (72,0 m), Izumi Yamada (72,5 m), Magdalena Kubli (73,5 m), Eva Ganster (74,5 m), Heidi Roth (78,5 m) oraz Daniela Iraschko (87,5 m). Zawody wygrała zatem Iraschko z przewagą 48,0 punktu nad drugą skoczkinią konkursu, Ganster oraz z przewagą 50,5 punktu nad trzecią Heidi Roth. Dzięki temu Iraschko wygrała klasyfikację łączną FIS Ladies Grand Tournee z przewagą ponad stu pięćdziesięciu punktów.
Podczas zawodów było pochmurno, a temperatura wynosiła –1,0 °C.

#### Wyniki zawodów (13.02.2000)
| 1.  | Daniela Iraschko     | Austria           | 87,5 | 118,5 | 87,5 | 118,0 | 236,5 |
| 2.  | Eva Ganster          | Austria           | 77,5 | 97,5  | 74,5 | 91,0  | 188,5 |
| 3.  | Heidi Roth           | Niemcy            | 76,0 | 89,5  | 78,5 | 96,5  | 186,0 |
| 4.  | Izumi Yamada         | Japonia           | 74,5 | 91,5  | 72,5 | 89,0  | 180,5 |
| 5.  | Ayumi Watase         | Japonia           | 76,0 | 92,5  | 70,5 | 82,5  | 175,0 |
| 6.  | Magdalena Kubli      | Austria           | 72,0 | 82,0  | 73,5 | 85,0  | 167,0 |
| 7.  | Anette Sagen         | Norwegia          | 74,0 | 85,0  | 71,5 | 79,5  | 164,5 |
| 8.  | Karla Keck           | Stany Zjednoczone | 69,5 | 79,0  | 72,0 | 81,5  | 160,5 |
| 9.  | Helena Olsson        | Szwecja           | 64,5 | 69,5  | 70,0 | 82,0  | 151,5 |
| 10. | Lindsey Van          | Stany Zjednoczone | 61,0 | 57,5  | 71,5 | 85,5  | 143,0 |
| 11. | Tanja Volčjak        | Słowenia          | 64,0 | 67,0  | 66,5 | 72,5  | 139,5 |
| 12. | Yoshiko Kasai        | Japonia           | 64,5 | 70,0  | 63,0 | 66,5  | 136,5 |
| 13. | Kristin Schmidt      | Niemcy            | 60,0 | 58,0  | 61,5 | 61,0  | 119,0 |
| 14. | Ann-Kathrin Reger    | Niemcy            | 57,0 | 51,5  | 62,0 | 62,5  | 114,0 |
| 15. | Stefanie Krieg       | Niemcy            | 55,5 | 46,5  | 61,0 | 60,5  | 107,0 |
| 16. | Line Jahr            | Norwegia          | 52,0 | 39,5  | 53,5 | 44,5  | 84,0  |
| 17. | Erika Westlund       | Szwecja           | 52,5 | 37,0  | 55,0 | 46,5  | 83,5  |
| 18. | Katharina Tikka      | Szwecja           | 55,0 | 43,5  | 49,0 | 30,0  | 73,5  |
| 19. | Johanna Junkka       | Szwecja           | 47,5 | 31,0  | 46,0 | 27,0  | 58,0  |
| 20. | Alexandra Schnitzler | Stany Zjednoczone | 45,5 | 25,0  | 49,0 | 32,5  | 57,5  |
| 21. | Maria Östrand        | Szwecja           | 46,5 | 25,5  | 47,5 | 28,5  | 54,0  |
| 22. | Elizabeth Szotyori   | Stany Zjednoczone | 43,0 | 14,0  | 53,5 | 39,0  | 53,0  |
| 23. | Veronica Mhyra       | Stany Zjednoczone | 46,5 | 23,0  | 45,0 | 21,0  | 44,0  |
| 24. | Satu Timonen         | Finlandia         | 44,0 | 18,5  | 43,0 | 16,0  | 34,5  |
| 25. | Marianne Uusitalo    | Finlandia         | 43,0 | 17,5  | 42,0 | 14,5  | 32,0  |

## Klasyfikacja generalna turnieju
Poniżej znajduje się końcowa klasyfikacja FIS Ladies Grand Tournee 2000 po przeprowadzeniu czterech konkursów. Łącznie, w tej edycji FIS Ladies Grand Tournee sklasyfikowanych zostało 30 zawodniczek z ośmiu państw.
| Miejsce | Zawodniczka          | Breitenberg | Saalfelden | Schönwald  | Baiersbronn | Punkty | Strata do liderki |
| ------- | -------------------- | ----------- | ---------- | ---------- | ----------- | ------ | ----------------- |
| 01.     | Daniela Iraschko     | 239,7 (2)   | 215,0 (1)  | 251,5 (1)  | 236,5 (1)   | 942,7  | 0–                |
| 02.     | Eva Ganster          | 240,2 (1)   | 176,5 (2)  | 187,0 (2)  | 188,5 (2)   | 792,2  | 150,5             |
| 03.     | Heidi Roth           | 222,1 (3)   | 146,0 (4)  | 180,0 (4)  | 186,0 (3)   | 734,1  | 208,1             |
| 04.     | Karla Keck           | 197,4 (5)   | 147,0 (3)  | 175,5 (7)  | 160,5 (8)   | 680.4  | 262,3             |
| 05.     | Magdalena Kubli      | 187,1 (8)   | 140,5 (5)  | 176,5 (5)  | 167,0 (6)   | 671,1  | 271,6             |
| 06.     | Izumi Yamada         | 171,1 (10)  | 137,5 (7)  | 169,0 (8)  | 180,5 (4)   | 658,1  | 284,6             |
| 07.     | Ayumi Watase         | 165,3 (13)  | 131,5 (8)  | 184,0 (3)  | 175,0 (5)   | 655,8  | 286,9             |
| 08.     | Anette Sagen         | 188,5 (6)   | 124,0 (10) | 142,0 (12) | 164,5 (7)   | 619,0  | 323,7             |
| 09.     | Helena Olsson        | 145,7 (14)  | 125,5 (9)  | 156,5 (11) | 151,5 (9)   | 579,2  | 363,5             |
| 10.     | Yoshiko Kasai        | 139,0 (15)  | 098,0 (13) | 176,0 (6)  | 136,5 (12)  | 549,5  | 393,2             |
| 11.     | Tanja Volčjak        | 167,0 (12)  | 107,5 (11) | 135,0 (15) | 139,5 (11)  | 549,0  | 393,7             |
| 12.     | Kristin Schmidt      | 187,9 (7)   | 086,5 (16) | 118,0 (18) | 119,0 (13)  | 511,4  | 431,3             |
| 13.     | Stefanie Krieg       | 170,0 (11)  | 089,0 (15) | 135,5 (14) | 107,0 (15)  | 501,5  | 441,2             |
| 14.     | Lindsey Van          |             | 138,5 (6)  | 160,5 (10) | 143,0 (10)  | 442,0  | 500,7             |
| 15.     | Michaela Schmidt     | 173,6 (9)   | 093,5 (14) | 168,0 (9)  |             | 435,1  | 507,6             |
| 16.     | Line Jahr            | 103,8 (17)  | 079,0 (19) | 123,0 (17) | 084,0 (16)  | 389,8  | 552,9             |
| 17.     | Erika Westlund       | 066,4 (22)  | 081,5 (18) | 114,5 (19) | 083,5 (17)  | 345,9  | 596,8             |
| 18.     | Elizabeth Szotyori   |             | 102,0 (12) | 142,0 (12) | 053,0 (22)  | 297,0  | 645,7             |
| 19.     | Catharina Tikka      | 081,8 (18)  | 050,0 (22) | 089,0 (22) | 073,5 (18)  | 294,3  | 648,4             |
| 20.     | Linda Eriksson       | 107,2 (16)  | 061,5 (20) | 106,0 (20) |             | 274,7  | 668,0             |
| 21.     | Sandra Kaiser        | 216,9 (4)   | 056,0 (21) |            |             | 272,9  | 669,8             |
| 22.     | Johanna Junkka       | 071,5 (21)  | 049,5 (24) | 081,0 (24) | 058,0 (19)  | 260,0  | 682,7             |
| 23.     | Maria Östrand        | 061,8 (24)  | 049,5 (24) | 091,0 (21) | 054,0 (21)  | 256,3  | 686,4             |
| 24.     | Satu Timonen         | 071,7 (20)  | 050,0 (22) | 084,0 (23) | 034,5 (24)  | 240,2  | 702,5             |
| 25.     | Ann-Kathrin Reger    |             |            | 125,0 (16) | 114,0 (14)  | 239,0  | 703,7             |
| 26.     | Marianne Uusitalo    | 080,6 (19)  | 048,5 (26) | 066,5 (27) | 032,0 (25)  | 227,6  | 715,1             |
| 27.     | Alexandra Schnitzler | 053,3 (25)  |            | 071,5 (25) | 057,5 (20)  | 182,3  | 760,4             |
| 28.     | Veronica Mhyra       |             | 042,0 (27) | 071,5 (25) | 044,0 (23)  | 157,5  | 785,2             |
| 29.     | Heli Pomell          | 065,4 (23)  | 037,5 (28) |            |             | 102,9  | 839,8             |
| 30.     | Linda Achorner       |             | 083,0 (17) |            |             | 83,0   | 859,7             |

## Składy reprezentacji
Poniższa tabela zawiera składy wszystkich ośmiu reprezentacji, które uczestniczyły w FIS Ladies Grand Tournee 2000. W nawiasie obok nazwy kraju podana została liczba zawodniczek z poszczególnych państw. W tabeli przedstawiono wyniki zajmowane przez zawodniczki we wszystkich konkursach oraz miejsca w poprzedniej edycji turnieju.
| Zawodniczka           | Data urodzenia       | Miejsce w FLGT 1999 | Starty w FLGT 2000 | Starty w FLGT 2000 | Starty w FLGT 2000 | Starty w FLGT 2000 | Źródło |
| Zawodniczka           | Data urodzenia       | Miejsce w FLGT 1999 | Breitenberg        | Saalfelden         | Schönwald          | Baiersbronn        | Źródło |
| --------------------- | -------------------- | ------------------- | ------------------ | ------------------ | ------------------ | ------------------ | ------ |
| Austria (5)           |                      |                     |                    |                    |                    |                    |        |
| Linda Achorner        | b.d.                 | 28                  | –                  | 17                 | –                  | –                  |        |
| Eva Ganster           | 30 marca 1978        | 4                   | 1                  | 2                  | 2                  | 2                  | [ 20 ] |
| Daniela Iraschko      | 21 listopada 1983    | 3                   | 2                  | 1                  | 1                  | 1                  | [ 21 ] |
| Magdalena Kubli       | 7 listopada 1985     | –                   | 8                  | 5                  | 5                  | 6                  | [ 22 ] |
| Sandra Kaiser         | 2 lutego 1983        | 1                   | 4                  | 21                 | –                  | –                  | [ 23 ] |
| Finlandia (3)         |                      |                     |                    |                    |                    |                    |        |
| Heli Pomell           | 28 lutego 1982       | 13                  | 23                 | 28                 | –                  | –                  | [ 24 ] |
| Satu Timonen          | 1983                 | 18                  | 20                 | 22                 | 23                 | 24                 |        |
| Marianne Uusitalo     | 1978                 | 25                  | 19                 | 26                 | 27                 | 25                 |        |
| Japonia (3)           |                      |                     |                    |                    |                    |                    |        |
| Yoshiko Kasai         | 4 listopada 1980     | 7                   | 15                 | 13                 | 6                  | 12                 | [ 25 ] |
| Ayumi Watase          | 18 lipca 1984        | –                   | 13                 | 8                  | 3                  | 5                  | [ 26 ] |
| Izumi Yamada          | 28 sierpnia 1978     | 6                   | 10                 | 7                  | 8                  | 4                  | [ 27 ] |
| Niemcy (5)            |                      |                     |                    |                    |                    |                    |        |
| Stefanie Krieg        | 2 czerwca 1981       | –                   | 11                 | 15                 | 14                 | 15                 | [ 28 ] |
| Ann-Kathrin Reger     | 2 marca 1988         | –                   | 10                 | 17                 | 13                 | 11                 | [ 29 ] |
| Heidi Roth            | 11 października 1984 | 9                   | 3                  | 4                  | 4                  | 3                  | [ 30 ] |
| Kristin Schmidt       | 18 października 1983 | 8                   | 7                  | 16                 | 18                 | 13                 | [ 31 ] |
| Michaela Schmidt      | 27 listopada 1983    | 27                  | 9                  | 14                 | 9                  | –                  | [ 32 ] |
| Norwegia (2)          |                      |                     |                    |                    |                    |                    |        |
| Line Jahr             | 16 stycznia 1984     | 20                  | 17                 | 19                 | 17                 | 16                 | [ 33 ] |
| Anette Sagen          | 10 stycznia 1985     | –                   | 6                  | 10                 | 12                 | 7                  | [ 34 ] |
| Słowenia (1)          |                      |                     |                    |                    |                    |                    |        |
| Tanja Volčjak         | 1984                 | 11                  | 12                 | 11                 | 15                 | 11                 | [ 35 ] |
| Stany Zjednoczone (5) |                      |                     |                    |                    |                    |                    |        |
| Karla Keck            | 30 lipca 1975        | 2                   | 5                  | 3                  | 7                  | 8                  | [ 36 ] |
| Veronica Mhyra        | 1984                 | 14                  | –                  | 27                 | 25                 | 23                 |        |
| Alexandra Schnitzler  | 1985                 | –                   | 25                 | –                  | 25                 | 20                 |        |
| Elizabeth Szotyori    | 1979                 | 10                  | –                  | 12                 | 12                 | 22                 |        |
| Lindsey Van           | 27 listopada 1984    | 15                  | –                  | 6                  | 10                 | 10                 | [ 37 ] |
| Szwecja (6)           |                      |                     |                    |                    |                    |                    |        |
| Linda Eriksson        | 1981                 | 17                  | 16                 | 20                 | 20                 | –                  |        |
| Johanna Junkka        | 1982                 | 16                  | 21                 | 24                 | 24                 | 19                 |        |
| Helena Olsson         | 15 listopada 1983    | 5                   | 14                 | 9                  | 11                 | 9                  | [ 38 ] |
| Maria Östrand         | 1981                 | 26                  | 24                 | 24                 | 21                 | 21                 |        |
| Catharina Tikka       | 1982                 | 22                  | 18                 | 22                 | 22                 | 18                 |        |
| Erika Westlund        | 1983                 | 12                  | 22                 | 18                 | 19                 | 17                 |        |